# Langwieder Seenplatte

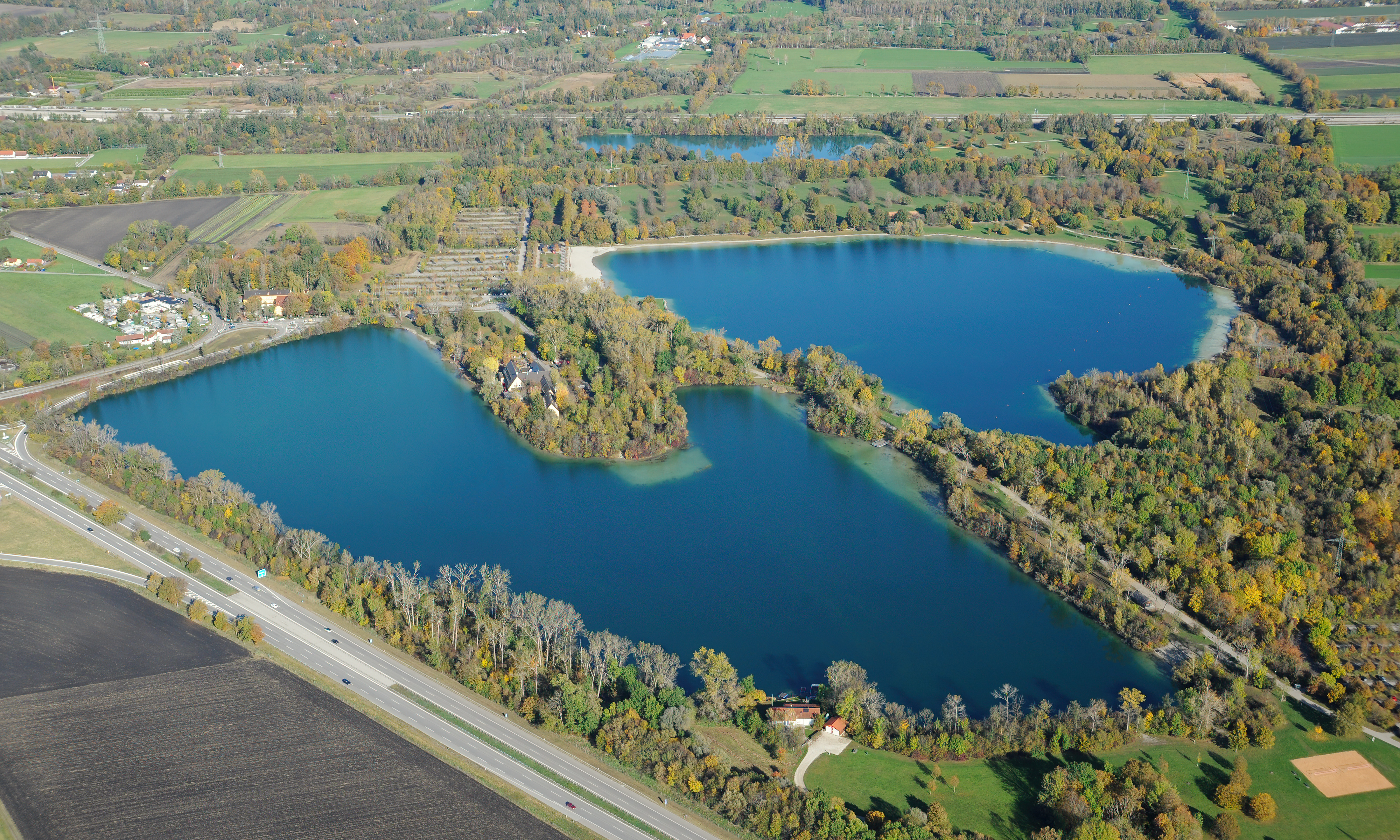
Die Langwieder Seenplatte von Süden aus der Luft gesehen: Langwieder See, Lußsee und Birkensee (von vorne nach hinten)

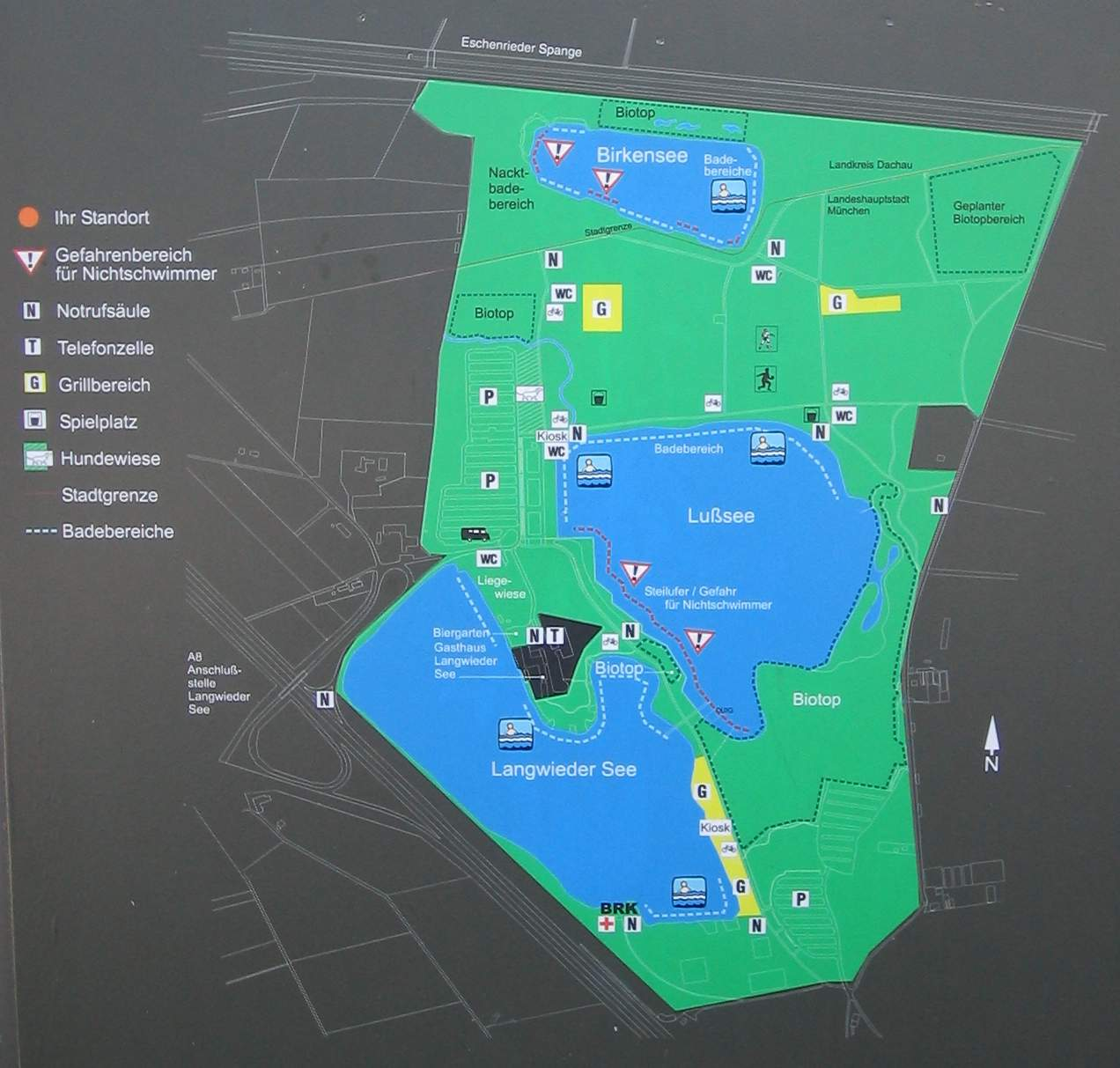
Übersichtsplan der Langwieder Seenplatte

Langwieder Seenplatte ist eine Sammelbezeichnung für mehrere Seen im Westen von München, im Stadtbezirk Aubing-Lochhausen-Langwied. Im August 2000 wurde das 120 Hektar große Naherholungsgebiet Langwieder Seenplatte eröffnet. Die Seenplatte umfasst den Langwieder See, den Ende der 1990er Jahre neugeschaffenen Lußsee und den Birkensee. 
Nicht zu verwechseln ist diese Seenplatte mit der weiter östlich, innerhalb des nördlichen Münchener Stadtgebietes gelegenen Dreiseenplatte, die ebenfalls drei als Baggerseen entstandene Badeseen umfasst.

## Langwieder See

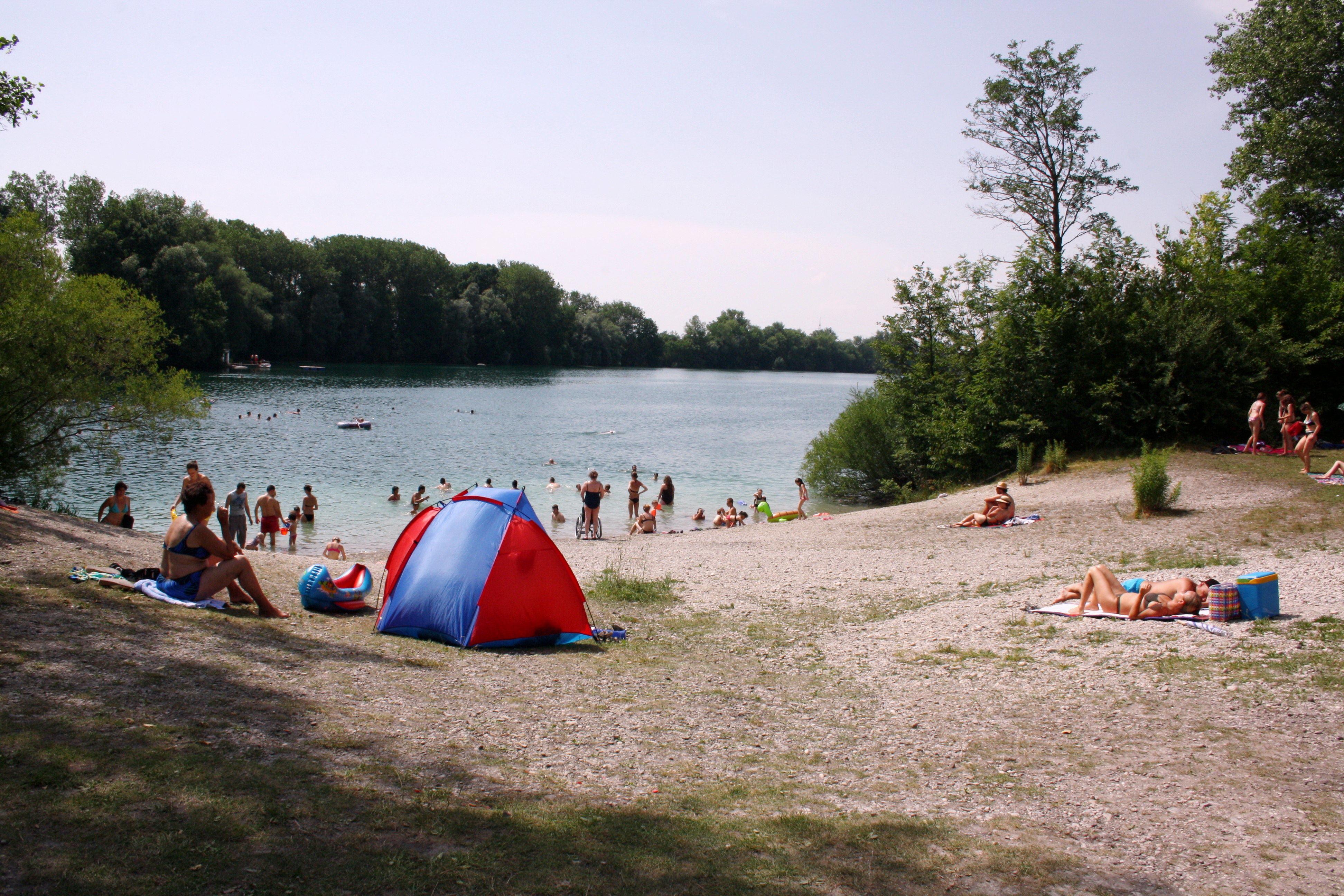
Badende am Langwieder See

Der Langwieder See liegt im Münchner Westen direkt an der A8 nach Stuttgart und entstand durch Kiesaushub für den Autobahnbau in den 1930er Jahren. Der See besitzt eine Wasserfläche von 18 ha. Zu den Freizeitangeboten am See zählen u. a. ein Ruderbootverleih und eine Minigolfanlage. Seit Mai 2008 ist das Tauchen im nordöstlichen Teil des Sees wieder erlaubt. Eine frühere Autobahnraststätte wurde in ein Hotel und Restaurant mit Biergarten umgewandelt, in der Nähe des Sees befindet sich ein Campingplatz. Am südlichen Ufer des Sees befindet sich die Rettungsstation der Wasserwacht München-West, die von hier aus auch eine Schnelleinsatzgruppe betreibt. Diese rückt von hier – mit Ausnahme einiger Isar-Abschnitte im Innenstadtbereich – münchenweit aus und wird teilweise auch von der Nachbarleitstelle Fürstenfeldbruck angefordert. Von dieser Station aus werden auch Einsätze und Streifen am Luß- und Birkensee sowie First-Responder-Einsätze in der näheren Umgebung durchgeführt.

## Lußsee

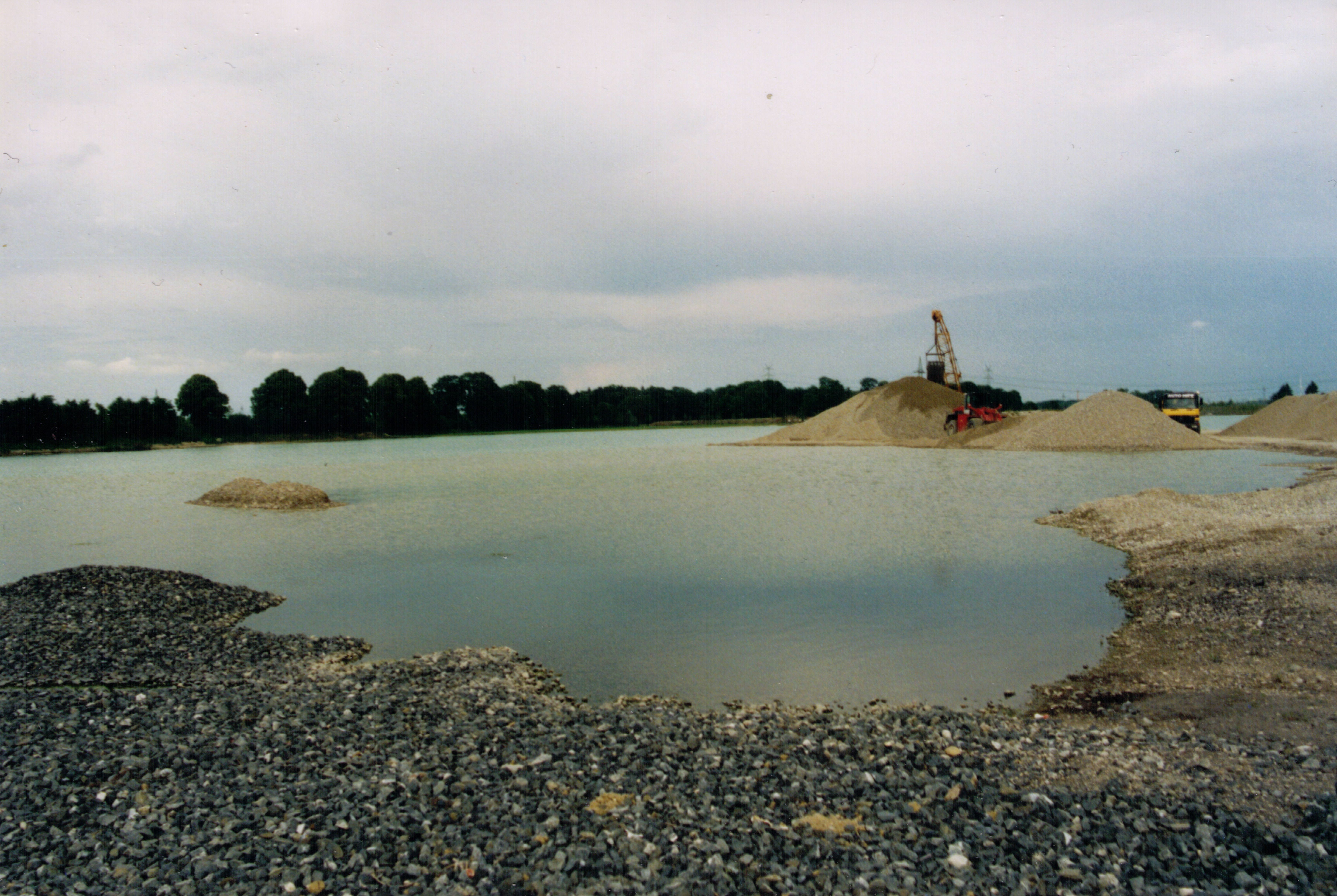
Der Lußsee im Ausbau (1999)

Direkt neben dem Langwieder See entstand von 1995 bis 2000 der Lußsee aus einer Kiesgrube für den Bau der Eschenrieder Spange, eines Teilstücks der Münchner Umgehungsautobahn A99.
Südlich und östlich des Sees wurden als Ausgleich für den Autobahnbau Biotope angelegt, im Norden und Westen wurden großflächige Liegewiesen für Badegäste geschaffen. Das 1,2 Quadratkilometer große Gelände liegt zwischen dem Langwieder See und dem Birkensee. Ein großer Kieselstrand mit Promenade und Kiosk befindet sich in der nordwestlichen Ecke des Sees. Auf der westlichen Seeseite an der Stelle, an der der Lußsee dem Langwieder See am nächsten ist, befindet sich ein Bootshaus der Wasserwacht mit einem Motorrettungsboot. Der Lußsee wurde im Jahr 2010 zum saubersten See in München und Umgebung gewählt.

## Birkensee

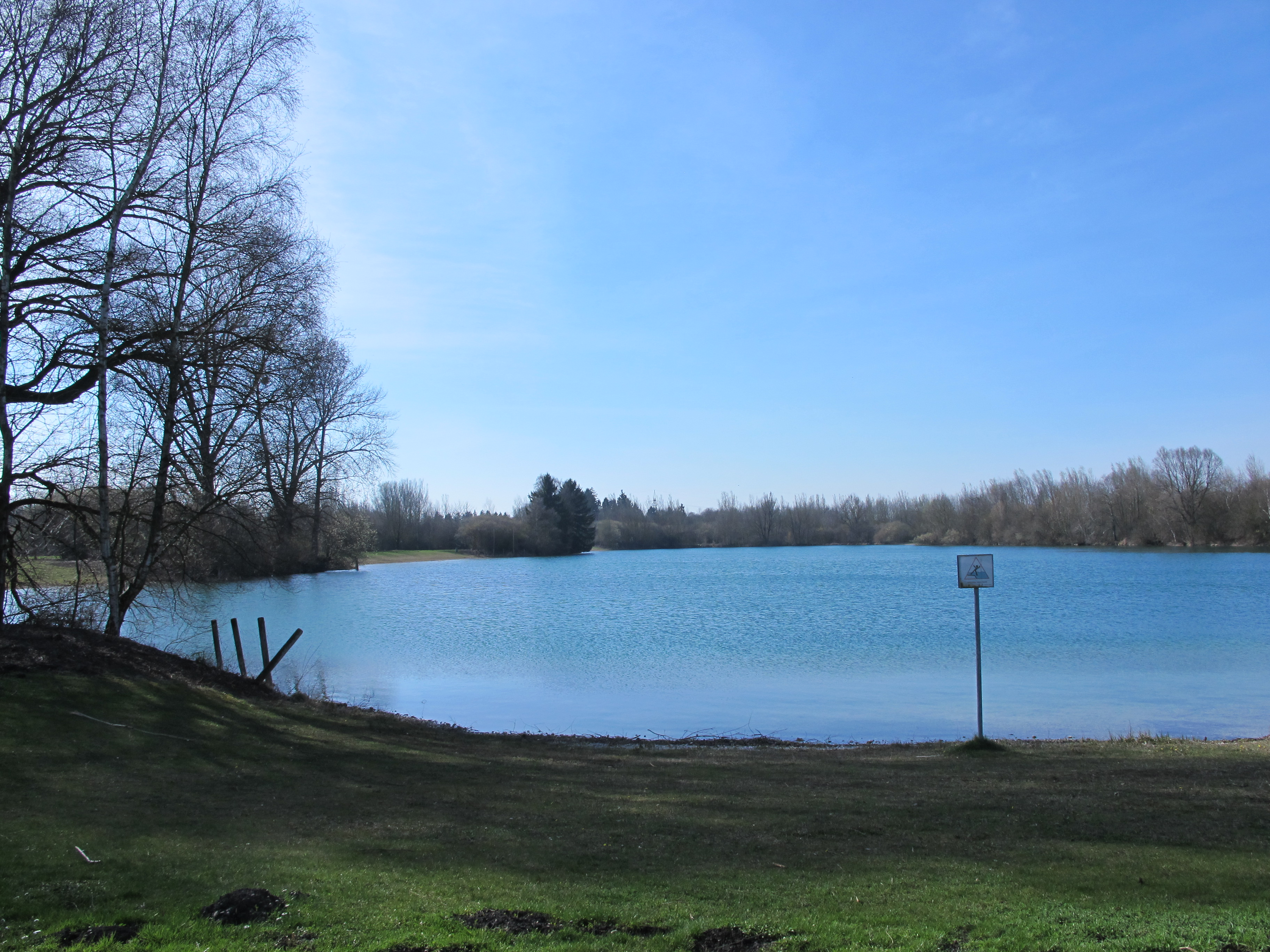
Der Birkensee im März vor Beginn der Badesaison

Etwa 200 Meter nördlich des Lußsees liegt der kleinere Birkensee mit einer Fläche von 4,6 ha.
Der auf dem Gebiet der Gemeinde Bergkirchen im Landkreis Dachau liegende See entstand durch Kiesentnahme für den Bau der Güterumgehungsbahn Olching-Trudering im Jahr 1938. Der gesamte See und die umliegenden Liegewiesen sind seit der Umgestaltung offiziell als FKK-Gelände ausgewiesen. Neben Nacktbadern wurde der Birkensee lange Zeit von Jugendlichen bevorzugt, unter anderem, weil er damals nur gering erschlossen war. Um den See verliefen lediglich Trampelpfade, er lag inmitten von Feldern. Diese Abgelegenheit ermöglichte unter anderem offene Feuer. Ein weiterer Anziehungspunkt war über 20 Jahre ein Seil, das von einem Ast über den See hing und ein Hineinschwingen vom Ufer ermöglichte. Der Ast, an dem das Seil hing, wurde inzwischen abgesägt. Die Abgeschiedenheit und der ursprüngliche Charme des Sees gingen durch die Einbeziehung in das Naherholungsgebiet weitgehend verloren, wozu die Umgestaltung der Felder in Liegewiesen, die Planierung von Wegen und die Abflachung der Steilufer gehörten. An den verbleibenden Steilufern, jahrzehntelang zum Baden genutzt, wurden eingezäunte Biotope errichtet und Schilder aufgestellt, die vor Lebensgefahr durch Steilufer warnen.

## Verkehrslage
- Der Langwieder See befindet sich direkt an der A8, Ausfahrt „München-Langwied“

Im Westen des Geländes gibt es 1.100 Parkplätze, im Süden 700. Ab dem S-Bahnhof Lochhausen verkehrt bei Badewetter im Sommer ein Badebus.
- Ca. 3 km westlich vom See befindet sich die S-Bahn-Station Gröbenzell
- Ca. 2 km südlich vom See befindet sich die S-Bahn-Station Lochhausen
- Ca. 4 km östlich vom See befindet sich die S-Bahn-Station Allach
- Ca. 4 km nordöstlich vom See befindet sich die S-Bahn-Station Karlsfeld

Die Zufahrtsstraße von Südosten wurde in eine Fahrradstraße umgewandelt. Kraftfahrzeuge sind jedoch weiterhin zugelassen.
Die Bezirksausschüsse im Münchner Westen fordern schon seit Jahren den Bau einer sicheren Verbindung für Fahrradfahrer.
Ab Beginn der Pfingstferien bis zum Ende der Sommerferien verkehrt bei Badewetter der Badebus alle 20 Minuten zwischen den Langwieder Seen und dem S-Bahnhof Lochhausen. Hier besteht Anschluss zur S-Bahn Linie 3 und zum Stadtbus 162 sowie zum MVV-Regionalbus 830. Da es sich beim „Badebus“ um eine Sonderlinie handelt, ist die Linie nicht in den MVV-Tarif integriert. Fahrkarten können beim Busfahrer erworben werden.

## Rettungswesen
Die Seenplatte ist um den Luß- und Langwiedersee mit Notrufsäulen ausgestattet, die in Notfällen eine Sprechverbindung zur Wasserwacht herstellen und automatisch zur Notrufnummer 112 weiterverbinden, wenn der Anruf nicht innerhalb weniger Sekunden entgegengenommen wird.

## Trivia
In dem Kriminalroman Wolfsstadt – Eine Geschichte aus der Nachkriegszeit von Bernd Ohm spielt der Langwieder See eine wichtige Rolle. An seinem Ufer wird laut Roman im Frühjahr 1948 eine Frauenleiche gefunden, die offenbar mit einem Lastwagen über die nahegelegene Autobahn dorthin gebracht wurde.
Im Sommer 2008 wurde hier die Folge Alles O. K. am Badesee der bekannten Fernsehreihe Willi wills wissen gedreht.